# Kronprinz (Schiff, 1858)
Der Raddampfer Kronprinz wurde 1858 in der Schiffswerft Blasewitz gebaut. Das Schiff wurde mit der Baunummer 1 auf Kiel gelegt. Es war der erste eigene Neubau auf der Blasewitzer Werft. Namensgeber war Albert von Sachsen.

## Die Zeit bis 1886
Nach der Indienststellung als Glattdeckdampfer fuhr das Schiff für die Vereinigte Sächsisch-Böhmische Dampfschiffahrt, die im März 1867 in die Sächsisch-Böhmische Dampfschiffahrts-Gesellschaft (SBDG) umgewandelt wurde.
Um es dem Zugriff des Königreiches Preußen zu entziehen, wurde das Schiff im Preußisch-Österreichischen Krieg im Mai 1866 nach Theresienstadt verlegt.
Im Jahr 1871 wurde das Schiff einer Generalüberholung unterzogen. Dabei wurden der Schiffsboden, das Deck sowie die Radkästen erneuert. Im Jahr 1883 wurde der vorhandene Kessel durch einen gebrauchten Kessel ersetzt. Dieser stammte wahrscheinlich von der 1883 abgewrackten Pillnitz. Im Herbst 1886 wurde das Schiff außer Dienst gestellt und abgewrackt.

## Die Dampfmaschine
Die Dampfmaschine war eine oszillierende Niederdruck-Zweizylinder-Zwillings-Dampfmaschine mit Einspritzkondensation und einer Leistung von 110 PS. Die Dampfmaschine und der Zwei-Flammrohr-Kofferkessel wurden von der englischen Maschinenbauanstalt John Penn and Sons gebaut. Im Zuge des Abwrackens wurde der 1883 eingebaute Kessel verschrottet, während die 1887 gebaute Kaiser Wilhelm die Maschine erhielt.

## Kapitäne des Schiffes
- F.A. Petzold 1859–1861
- M. Müller 1862–1864
- Schneider 1865
- Carl Gottlieb Gretzschel 1866
- Carl August Russmann 1867–1879
- Carl Friedrich Kunze 1880–1884
- Heinrich Ehregott Müller 1885–1886